# Rada Państw Morza Bałtyckiego

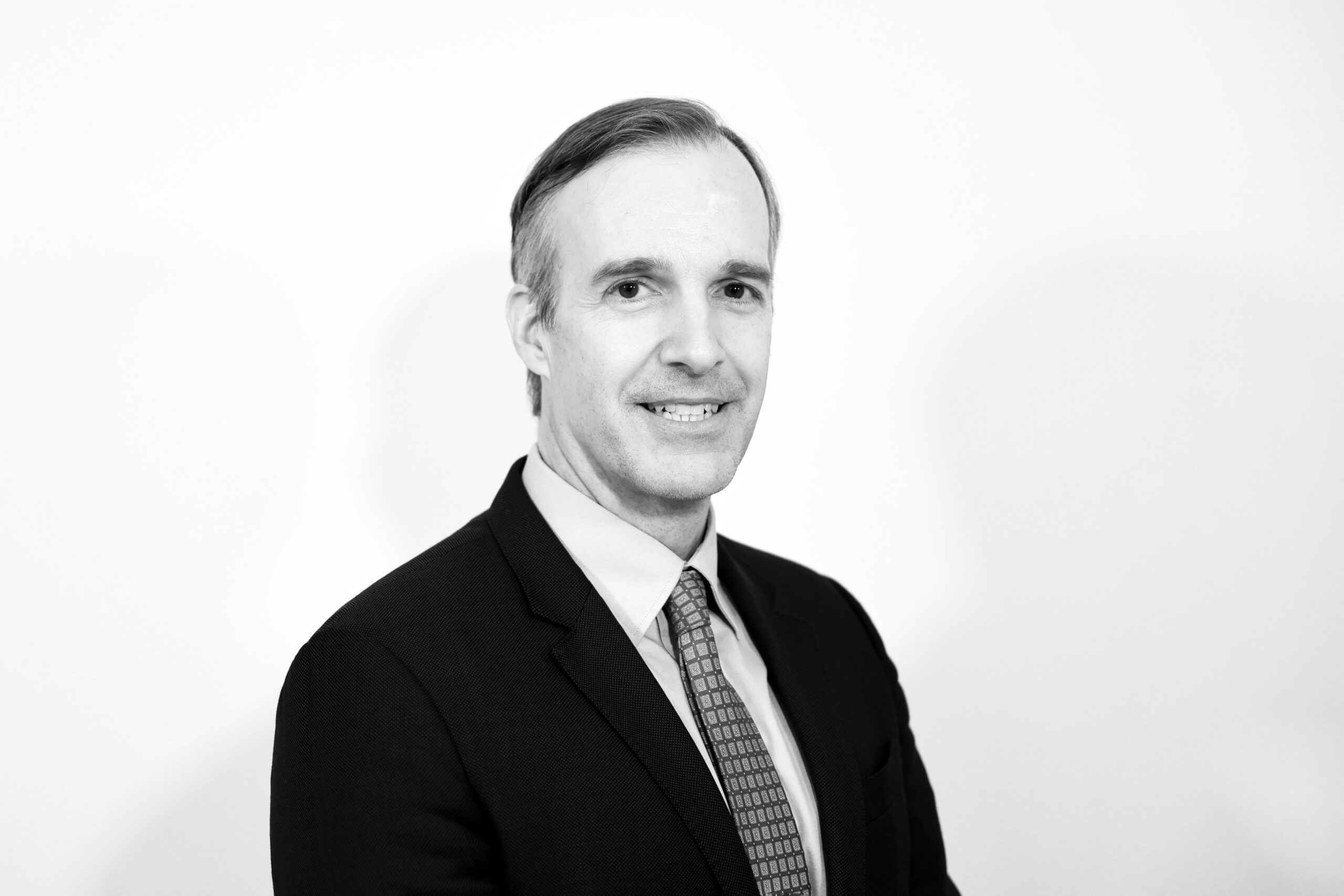
Gustav Lindström - Dyrektor Generalny Stałego Sekretariatu Rady Państw Morza Bałtyckiego w Sztokholmie (od 2024)

Rada Państw Morza Bałtyckiego, CBSS (Council of the Baltic Sea States) – organizacja międzynarodowa funkcjonująca jako polityczne forum regionalnej współpracy międzyrządowej. Jej główne działania opierają się na trzech obszarach priorytetowych: tożsamość regionalna, bezpieczny i stabilny region oraz zrównoważony i dobrze prosperujący region. Te trzy obszary priorytetowe odnoszą się do tematów związanych z ochroną środowiska, rozwojem gospodarczym, przedsiębiorczością, edukacją, kulturą, bezpieczeństwem obywatelskim, prawami dzieci oraz zwalczaniem handlu ludźmi. 

## Historia
Rada Państw Morza Bałtyckiego powstała z inicjatywy rządów Niemiec i Danii jako odpowiedź na geopolityczne zmiany, które miały miejsce w regionie Morza Bałtyckiego po zakończeniu zimnej wojny. Rada została powołana do życia 5–6 marca 1992 podczas konferencji ministrów spraw zagranicznych w Kopenhadze.
RPMB jest kolejnym etapem instytucjonalizacji stosunków międzynarodowych w regionie Morza Bałtyckiego po zimnej wojnie. Tuż po jej zakończeniu rządy Polski i Szwecji wystąpiły z propozycją zwołania konferencji szefów rządów, poświęconej ochronie środowiska Morza Bałtyckiego. Na konferencji, która odbyła się w dniach 2–3 września 1990 w Ronneby w Szwecji, przyjęto Deklarację Morza Bałtyckiego. Od momentu powstania Rada przyczyniła się do zapewnienia pozytywnych zmian w regionie Morza Bałtyckiego i stała się siłą napędową dla współpracy wielostronnej.
Od 1998 RPMB jest obsługiwana przez stały międzynarodowy Sekretariat z siedzibą w Sztokholmie, w Szwecji, który finansowany jest przez państwa członkowskie.

## Członkowie RPMB
- Norwegia
- Szwecja
- Finlandia
- Dania
- Litwa
- Łotwa
- Estonia
- Polska
- Niemcy
- Islandia (od 1995)
- Komisja Europejska

## Obserwatorzy
Jedenaście innych państw posiada status obserwatora przy RPMB. Są to:
- Ukraina
- Stany Zjednoczone
- Wielka Brytania
- Francja
- Włochy
- Holandia
- Słowacja
- Białoruś (zawieszona od 2022 r.)
- Rumunia
- Hiszpania
- Węgry

## Byli członkowie
- Rosja (zawieszona w marcu 2022 r. w związku z agresją na Ukrainę[3], w maju tego też roku ogłosiła wycofanie się z organizacji[4])

## Cele organizacji
Celem działalności RPMB jest wzmacnianie bezpieczeństwa i stabilności w regionie poprzez współpracę w wielu obszarach. Każde państwo członkowskie, sprawując przewodnictwo w RPMB (tzw. prezydencję), określa własne priorytety.
W Deklaracji Kopenhaskiej z 1992 wskazano na sześć dziedzin współpracy państw członkowskich:
1. Wspieranie instytucji demokratycznych,
2. Współpraca gospodarcza i techniczna,
3. Kwestie humanitarne i zdrowie,
4. Ochrona środowiska i energetyka,
5. Kultura, edukacja, turystyka i wymiana informacji,
6. Transport i łączność.

W czerwcu 2008 państwa członkowskie postanowiły przeorganizować pracę RPMB i wskazały pięć długoterminowych priorytetów:
1. Ochrona środowiska,
2. Rozwój gospodarczy,
3. Energetyka,
4. Edukacja i kultura,
5. Bezpieczeństwo cywilne i tzw. wymiar ludzki.

W czerwcu 2014 Rada, po dokonaniu oceny i przeanalizowaniu pięciu ówczesnych priorytetów długoterminowych RPMB, zdecydowała się uwzględnić trzy nowe priorytety długoterminowe dla RPMB:
1. Tożsamość Regionalna,
2. Zrównoważony i Dobrze Prosperujący Region,
3. Bezpieczny i Stabilny Region.

## Struktura

### Komitet Wyższych Urzędników (CSO)
Członkami Rady jest jedenaście państw regionu Morza Bałtyckiego, a także Komisja Europejska. Rada składa się z ministrów spraw zagranicznych każdego państwa członkowskiego oraz członka Komisji Europejskiej. Przewodnictwo Rady obejmowane jest corocznie przez inne państwo członkowskie. Rada ma służyć jako forum do wytycznych i ogólnej koordynacji pomiędzy uczestniczącymi państwami. Minister spraw zagranicznych kraju przewodniczącego jest odpowiedzialny za koordynację działań Rady.
Co roku odbywają się spotkania na wysokim szczeblu – naprzemiennie spotykają się bądź ministrowie spraw zagranicznych oraz przedstawiciel Komisji Europejskiej UE (tzw. Sesje Ministerialne RPMB), bądź też szefowie rządów państw członkowskich oraz przewodniczący Komisji Europejskiej UE (tzw. Szczyty Państw Morza Bałtyckiego). Bieżącymi pracami organizacji kieruje Komitet Wyższych Urzędników, złożony z wyższych rangą pracowników ministerstw spraw zagranicznych państw członkowskich, zbierający się kilka razy w roku.
Komitet Wyższych Urzędników jest głównym forum dyskusyjnym i organem decyzyjnym w sprawach związanych z pracą Rady między sesjami ministerialnymi. Komitet monitoruje, wspiera i koordynuje prace wszystkich struktur Rady. Prezes Komitetu jest przedstawicielem, zazwyczaj na poziomie ambasadorowym, mianowanym przez ministerstwo spraw zagranicznych kraju sprawującego Przewodnictwo Rady.
Komitet monitoruje prace Grupy Ekspertów ds. Bezpieczeństwa Nuklearnego i Jądrowego i promieniowania, Grupy Zadaniowej ds. Handlu ludźmi oraz koordynuje prace podjęte w ramach długoterminowych priorytetów. Obejmuje to Grupę Ekspertów ds. Współpracy na rzecz Dzieci Zagrożonych, Grupę Ekspertów ds. Młodzieży, Grupę Ekspertów ds. Polityki Morskiej, Państwo Wiodące Eurofakultetu Psków, Grupę Ekspercką ds. Polityki Morskiej oraz inne potencjalnie nowe Inicjatywy.

### Grupy Eksperckie
- Grupy Eksperckiej ds. Bezpieczeństwa Nuklearnego i Jądrowego (Expert Group on Nuclear and Radiation Safety),
- Grupy Eksperckiej ds. Zrównoważonego Rozwoju – Bałtyk 21 (Expert Group on Sustainable Development – Baltic 21),
- Grupy Eksperckiej ds. Polityki Morskiej (Expert Group on Maritime Policy),
- Grupy Eksperckiej ds. Współpracy na rzecz Dzieci Zagrożonych (Expert Group for Cooperation on Children at Risk),
- Grupy Zadaniowej ds. Zwalczania Handlu Ludźmi (Task Force against Trafficking in Human Beings).

### Sekretariat
Organizacja ma swój Stały Sekretariat Międzynarodowy w Sztokholmie, utworzony w 1998, kierowany przez Dyrektora Generalnego. Od 1 września 2024 Dyrektorem Generalnym Stałego Sekretariatu Międzynarodowego jest Gustav Lindström. W latach 1998–2002 był nim Jacek Starościak, od 2020 do 2024 roku funkcję tę pełnił Grzegorz Poznański.
Mandat Sekretariatu jest następujący:
- zapewnienie wsparcia technicznego i organizacyjnego Przewodniczącemu Rady oraz strukturom i organom roboczym Rady;
- zapewnienie ciągłości i lepszej koordynacji działań Rady;
- wdrażanie strategii informacyjno-komunikacyjnej Rady;
- utrzymywanie archiwów i bazy danych Rady;
- utrzymywanie kontaktów z innymi organizacjami działającymi w regionie Morza Bałtyckiego i wokół niego, władzami państw członkowskich i mediami[6].

### Priorytety Długoterminowe

#### Tożsamość Regionalna
Cel: Promowanie tożsamości regionu Morza Bałtyckiego i intensyfikacja kontaktów wspierających jego dalszy rozwój.
Założenia: Opracowanie koncepcji tożsamości regionu Morza Bałtyckiego w celu wzmocnienia poczucia przynależności do regionu Morza Bałtyckiego poprzez zaangażowanie, uczestnictwo i wielopoziomowe sprawowanie rządów oraz stworzenie pojęcia jedności regionalnej ponad granicami poprzez rozwijanie dialogu i kontaktów międzyludzkich oraz sieci i instytucji makroregionalnych.

#### Zrównoważony i Dobrze Prosperujący Region
Cele: Rozwijanie regionu Morza Bałtyckiego jako modelowego regionu zrównoważonego społeczeństwa zdolnego skutecznie zarządzać i efektywnie wykorzystywać zasoby oraz potencjał gospodarczy, technologiczny, ekologiczny i społeczny regionu w celu zapewnienia jego dobrobytu, ochrony środowiska i spójności społecznej; Przyczynianie się do likwidacji przeszkód utrudniających kompleksowy i trwały rozwój regionu.
Założenia: Poprawa ogólnej konkurencyjności regionu Morza Bałtyckiego poprzez zrównoważony wzrost gospodarczy, rynek pracy, badania i rozwój, infrastrukturę innowacyjną, zintegrowaną politykę morską, transport i komunikację; Wspieranie transformacji regionu Morza Bałtyckiego w kierunku konkurencyjnej, ekologicznej i niskoemisyjnej gospodarki, zapewniając tym samym zrównoważony rozwój sprzyjający włączaniu społeczeństwa; Wspieranie dalszych działań mających na celu osiągnięcie dobrego stanu środowiska i ekosystemu, które będą wspomagać właściwe prosperowanie regionu Morza Bałtyckiego; Wzmocnienie zdolności regionu do dostosowania się do zmian klimatycznych oraz zdolności adaptacyjnych ekosystemów i społeczeństw; Zapewnienie ciągłego wdrażania kwestii dotyczących zrównoważonego rozwoju we wszystkich sektorach polityki, zintegrowanej gospodarce oraz aspektach społecznych i środowiskowych; Promowanie zrównoważonych i ekologicznych technologii i inicjatyw w celu ochrony ekosystemu i bioróżnorodności regionu Morza Bałtyckiego.

#### Bezpieczny i Stabilny Region
Cel: Wzmocnienie bezpieczeństwa i stabilności społecznej w regionie Morza Bałtyckiego oraz zagwarantowanie, że obywatele regionu są chronieni przed i odporni na przemoc, wypadki i sytuacje kryzysowe poprzez odpowiednie przygotowanie i zabezpieczenie przed szkodami spowodowanymi wykorzystywaniem przestępczym i handlem ludźmi.
Założenia: Przeciwdziałanie wszelkim formom handlu ludźmi w regionie Morza Bałtyckiego poprzez działania zapobiegawcze i ochronne oraz projekty oparte na spójnym i wielodyscyplinarnym podejściu; Promowanie wszechstronnej i zrównoważonej ochrony dzieci w celu zapobiegania wszelkim formom przemocy wobec dzieci poprzez podejście wielosektorowe i zwiększoną współpracę między właściwymi organami a innymi zainteresowanymi stronami w regionie Morza Bałtyckiego; Wzmocnienie odporności społecznej na katastrofy i zagrożenia na wszystkich etapach kryzysu poprzez odpowiednie zapobieganie, przygotowanie i reagowanie; Wzmocnienie interoperacyjności i strategicznej współpracy makroregionalnej umożliwiającej wsparcie oraz szybką reakcję na wypadki i katastrofy transgraniczne, w tym sytuacje kryzysowe, które mogą mieć konsekwencje o charakterze transgranicznym.